# Маккаби Бнот Ашдод
«Маккаби Бнот Ашдод» (ивр. מכבי בנות אשדוד‎) — израильский женский профессиональный баскетбольный клуб из города Ашдод. Основан в 1974 году. Выступает в премьер-лиге женского чемпионата Израиля по баскетболу. А также играет в Кубке Европы ФИБА.

## Известные игроки
- Мейрав Дори
- Орталь Орен
- Хади ГусХалак
- Ольга Мазниченко
- Бриттани Денсон

## Список литературы
- Страница сайта ФИБА (en)